# Quirino Lazzarini
Quirino Lazzarini (Loreto, 1863 – ?, 1940) was een Italiaans componist, muziekpedagoog, dirigent en organist.

## Levensloop
Lazzarini kreeg lessen bij Roberto Amadei aan de muziekschool van Pesaro. Vanaf 1886 studeerde hij aan de Accademia Filarmonica di Bologna en behaalde aldaar zijn diploma's. Hij was voor 2 jaar dirigent van de Banda musicale di Loreto. Vanaf 1887 dirigeerde hij het Corpo Bandistico Citta' di San Ginesio en van de Banda Musicale Città di Osimo. Van 1890 tot 1904 was hij koorleider van het koor aan de Basilica Cattedrale di San Flaviano en het Corpo bandistico "Beniamino Gigli" in Recanati en sinds 1905 in Lucera. Van 1924 tot 1930 was hij organist en koorleider aan de Basiliek van het Heilig Huis in Loreto.
Lazzarini is ook bekend als muziek-/zangleraar van de befaamde Italiaanse tenor Beniamino Gigli.
Als componist schreef hij werken voor orkest, banda (harmonieorkest), kerkmuziek, twee opera's, vocale muziek en werken voor orgel en piano.

## Werken

### Werken voor banda (harmonieorkest)
- 1887 Marciabile
- 1888 Di notte, mazurka
- 1892 Mazurka - Momento strano, fantasie
- 1895 Passodoppio sinfonico
- 1920 I Malcontenti, mars
- 1924 Cappello e berretto, mars
- Azzurro, wals
- Dominator di nembi, voor zangstem en harmonieorkest
- Gisella, polka
- Inno (Alberi evviva!), voor zangstem en harmonieorkest
- Musica marciabile - La Pace, marcia sinfonica

### Missen en andere kerkmuziek
- Sanctus, voor gemengd koor en orgel

### Muziektheater

#### Opera's
| Voltooid in | titel      | aktes                  | première       | libretto                                            |
| ----------- | ---------- | ---------------------- | -------------- | --------------------------------------------------- |
| 1904        | Simma      | proloog en 3 bedrijven | 1904, Recanati | Giuseppe Asdrubali naar een novel van Pietro Morici |
|             | Re di Nisa |                        |                |                                                     |